# لي ييشونغ
لي ييشونغ (في اللغة الصينية: 李毅中؛ من مواليد 1945)  وزير سابق لوزارة الصناعة وتكنولوجيا المعلومات في جمهورية الصين الشعبية.  

## الحياة الشخصية والتعليم
ولد لي ييشونغ خلال عام 1945 في مدينة داتونغ في اقليم شانشي. تخرج من كلية بكين للبترول عام 1966. 

## المسيرة المهنية
يُعرف لي ييشونغ بأدواره السابقة مثل رئيس إدارة الدولة لسلامة العمل،  عمدة تيانجين،  ونائب الوزير المسؤول عن اللجنة الوطنية للتنمية والإصلاح. 